# Szanto Spur
Der Szanto Spur ist ein Gebirgskamm im ostantarktischen Viktorialand. Er springt an der Nordwand des Priestley-Gletschers an dessen Kopfende hervor.
Der United States Geological Survey kartierte ihn anhand eigener Vermessungen und mithilfe von Luftaufnahmen der United States Navy aus den Jahren von 1960 bis 1964. Das Advisory Committee on Antarctic Names benannte ihn 1969 nach dem US-amerikanischen Funker Otto R. Szanto, der in den 1960er Jahren in vier Kampagnen auf der McMurdo-Station tätig war.